# Specifikusan emberi alapszükséglet
A specifikusan emberi alapszükséglet központi fogalom Garai László hipotézisében, amely egyszerre magyarázza azt is, ami az ember szükségletstruktúrájában azonos az állatokéval, és azt is, ami megkülönbözteti őt ezektől. A hipotézis szerint a specifikusan emberi alapszükséglet (SEASz, a hipotézis korábbi változatában: szabadságszükséglet) olyan tevékenységben alakul és olyant is motivál, amelyet egyének egymással összehangolódva úgy végeznek, hogy a tevékenység szervét ember gyártotta eszközök hosszabbítják meg, s ez utóbbiak működési rendszere szervezi az egyéneket is a tevékenységet végző interindividuális rendszerré.
A SEASz hipotézise Leontyev elméletére épül, mely szerint a filogenezisben úgy alakulnak ki egymást követő szintjei a tevékenység és a benne formálódó pszichikum struktúrájának, hogy szukcesszíve válik strukturáló tényezővé a céltárgy, majd az ennek eléréséhez kiiktatandó akadály, továbbá ez utóbbi kiiktatását elősegítő szerszám, végül, embernél a szerszámhasználatot társadalmilag szabályozó tabu. Garai hipotézise szerint minden filogenetikai szinten az erre jellemző szerkezetű tevékenység lefutása válik alapvető szükségletté. Így a specifikusan emberi alapszükséglet olyan tevékenység lefuttatására ösztönöz, amely akadályok ellenére eléri céljait azáltal, hogy tabuk ellenére megszerzi hozzájuk az eszközöket.
A specifikusan emberi alapszükséglet paradox képződmény: a szükségletektől szabad tevékenység szükséglete (vö. Garai-paradoxon). Hipotézise feloldja a századfordulón újra fellángolt ellentétet két retorika között, amelyek közül egy konzervatív ideológia etikai és esztétikai értékek anyagi érdekektől független hatását kéri számon a globális rendszerváltáson, miközben egy liberális ideológia gazdasági értékekkel számol, amelyek az anyagi érdekeket végső soron a létfenntartás szükségleteiből eredeztetik. A SEASz olyan szükséglet, amely az ideális értékek mögött is munkál és a materiális értékeket sem a létfenntartás szükségleteivel hozza kapcsolatba.